# Повелитель кукол 4
«Повелитель кукол 4» (англ. Puppet Master 4) — американский фильм ужасов 1993 года, поставленный режиссёром Джеффом Берром. Четвёртая часть киносериала «Повелитель кукол».

## Сюжет
Молодой учёный принимает участие в работе по созданию искусственного интеллекта. Неожиданно на него начинает охоту странный монстр, явно желающий его убить и прервать исследования. На помощь учёному приходят ожившие куклы «кукольного мастера».

## В ролях
- Гордон Карри — Рик Майерс
- Чандра Уэст — Сьюзи
- Эш Адамс — Камерон
- Тереза Хилл — Лаурен
- Гай Рольф — Андре Тулон
- Фелтон Перри — доктор Карл Бейкер
- Стейси Ренделл — доктор Лесли Пайпер